# Steinen SZ
| SZ ist das Kürzel für den Kanton Schwyz in der Schweiz. Es wird verwendet, um Verwechslungen mit anderen Einträgen des Namens Steinen zu vermeiden. |

Steinen ist eine politische Gemeinde im Bezirk Schwyz des Kantons Schwyz in der Schweiz. Der Ort wird auch als «Stauffacherdorf» oder als «Chriesidorf» (schweizerdeutsch Chriesi ‚Kirsche‘) bezeichnet.

## Geographie

Historisches Luftbild von Werner Friedli von 1963

Steinen liegt eingebettet zwischen dem Massiv des Rossbergs und dem Lauerzersee in der Zentralschweiz. Die Gemeinde wird im Osten begrenzt vom Schwyzer Talkessel durch die Hügelformation Burg-Chämiloch.
Einige Daten:
- Dorfplatz bei der Kirche: 474 m ü. M.
- Tiefster Punkt: 447 m ü. M.
- Höchster Punkt: 1142 m ü. M. (Gmeinmärcht)
- Gesamtfläche 1185 ha, davon:
- Kulturland 763 ha (64,4 %)
- Wald 200 ha (16,9 %)
- Übrige Fläche 222 ha (18,7 %)

## Geschichte

### Der Ort
Im Jahre 1124 wurde das Dorf erstmals als «Steina» geschichtlich erwähnt. Der Name stammt wohl von den zahlreichen Steinen und sonstigem Geröll, welche durch den hier fliessenden Bach (sinnigerweise die Steiner Aa) angeschwemmt wurden, weshalb der Ort einst so zu seinem Namen «Steina» oder «Ze Stein» kam.

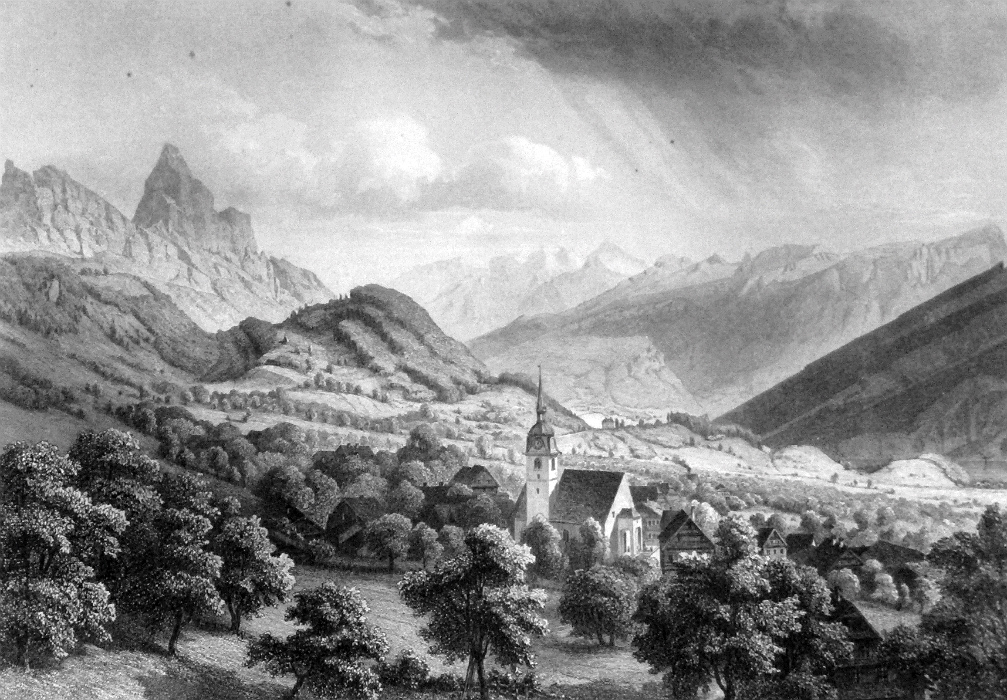
Steinen im 19. Jahrhundert (Stich)

Das Kloster Einsiedeln verfügte im 13. Jahrhundert über Rechte an Steinen und der näheren Umgebung. Einige Güter, die zum Hof Arth gehörten, waren um 1300 noch im Besitz der Habsburger. Trotzdem dürfen Steinen und die nähere Umgebung zum damaligen Zeitpunkt bereits als Teil der Talschaft Schwyz betrachtet werden. Die in Steinen ansässige Familie Stauffacher stellte um 1300 mehrere Landammänner; nicht näher belegte Quellen sprechen davon, dass sie Besitzerin des steinernen Wohnturms gewesen sein könnte, dessen Grundmauern heute noch bei dem am Dorfplatz gelegenen Haus „Zur Krone“ zu sehen sind. Leute aus Steinen beteiligten sich zudem an den verschiedenen Zügen in das Gebiet des Klosters Einsiedeln.

### Werner Stauffacher und die «Stauffacherin»
Wie durch verschiedene Quellen belegt ist, waren Männer aus dem Geschlecht der Stauffacher im 13. und 14. Jahrhundert Landammänner des alten Landes Schwyz. Werner Stauffacher war zur Zeit des Morgartenkrieges im Jahre 1315 Landammann und wohl auch der erfolgreiche Führer der Schwyzer und ihrer Miteidgenossen in der Schlacht am Morgarten. Im Gemeindearchiv wird ein besonders kostbarer Schatz gehütet: eine alte Gült (Schuldbrief), welche Werner Stauffacher am 29. Juni 1368 besiegelt hat. Auf dem Siegel ist das Wappen des Stauffacher-Geschlechts zu erkennen.
Am 1. August 1983 wurde in Steinen das Stauffacherin-Denkmal zum Gedenken an Stauffachers Gattin eingeweiht, der in Friedrich Schillers Drama Wilhelm Tell eine Schlüsselrolle zukommt. Es handelt sich um eines von nur wenigen Frauendenkmälern in der Schweiz.

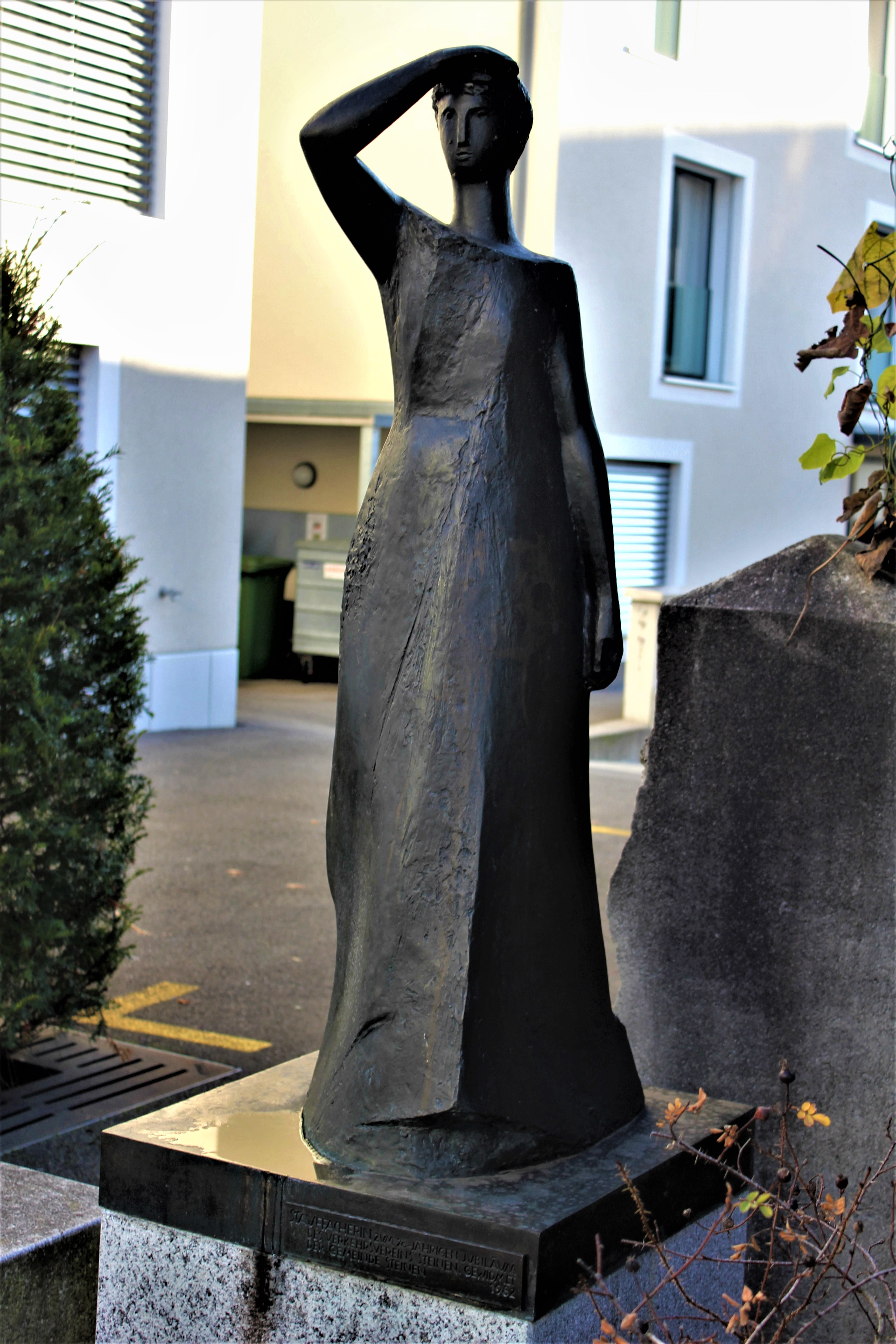
Stauffacherin-Denkmal in Steinen

### Kirchbezirk
Nach archäologischen Erkenntnissen im Zuge von Renovierungen der Pfarrkirche St. Jakob muss bereits eine Vorgängerkirche gestanden haben, die im 12. Jahrhundert erweitert und neu geweiht wurde. Im Jahre 1318 wurde die gotische Kirche (geweiht dem Hl. Jakob) neu erbaut. Der Chor wurde im Jahre 1540 erweitert. In der Zeit vom 17. bis ins 19. Jahrhundert wurde die Kirche barockisiert und mehrfach erweitert. Zum Kirchengelände gehört das direkt neben der Kirche stehende Beinhaus (1509 geweiht). Auf dem Gemeindegebiet von Steinen befinden sich verschiedene beachtenswerte Kapellen: Am Dorfausgang Richtung Schwyz die Stauffacherkapelle, am Dorfausgang Richtung Goldau die St.-Vinzenz-Kapelle (1618) und die Kapelle zum Grossen Herrgott (1691). Bis ins Jahr 1640 existierte ein Frauenkloster in der Au (oder auch Auw geschrieben), welches erstmals 1262 erwähnt wurde. Die dortige Gemeinschaft bekannte sich zur Zisterzienserregel. Das Kloster erlebte gute und schlechte Zeiten, bis es nach dem verheerenden Brand von 1640 endgültig zerfiel und aufgegeben wurde. Nach der Aufgabe wurden die Gebäude Stück für Stück für andere Bauwerke abgebrochen und neu verwendet. Die heute erhaltene Kapelle der schmerzhaften Mutter entstand 1691–1693, als die östliche Hälfte der Klosterkirche wieder aufgebaut worden war. Im Jahre 1870 erwarb die Gemeinde Steinen die Liegenschaft und errichtete darauf ein Armenhaus. Aus dem ehemaligen Armenhaus wurde durch Erweiterungen und Modernisierungen das heutige Alters- und Pflegeheim.

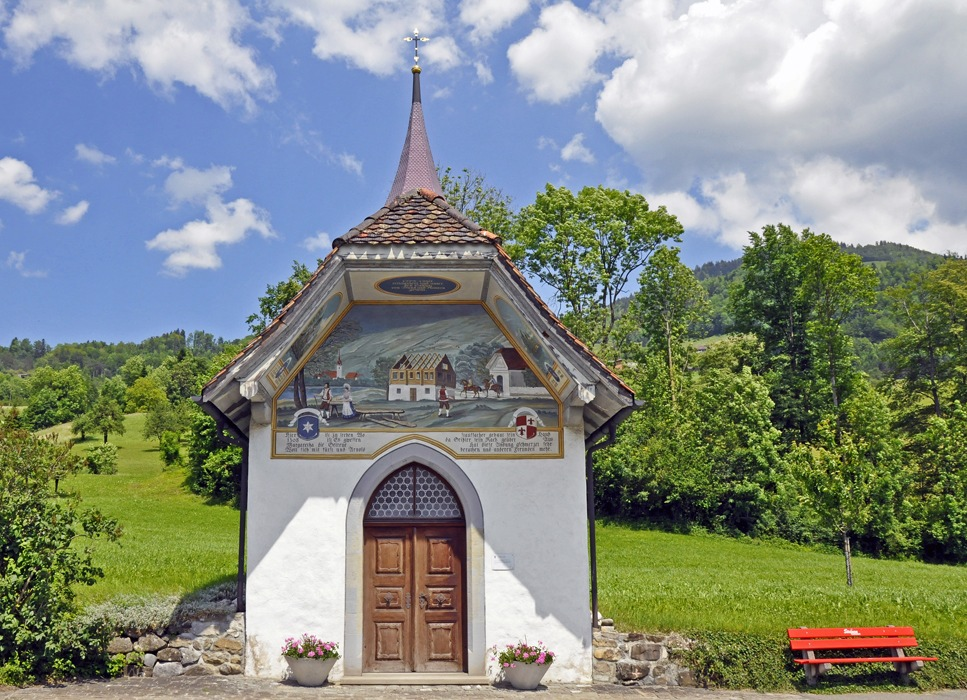
Stauffacherkapelle
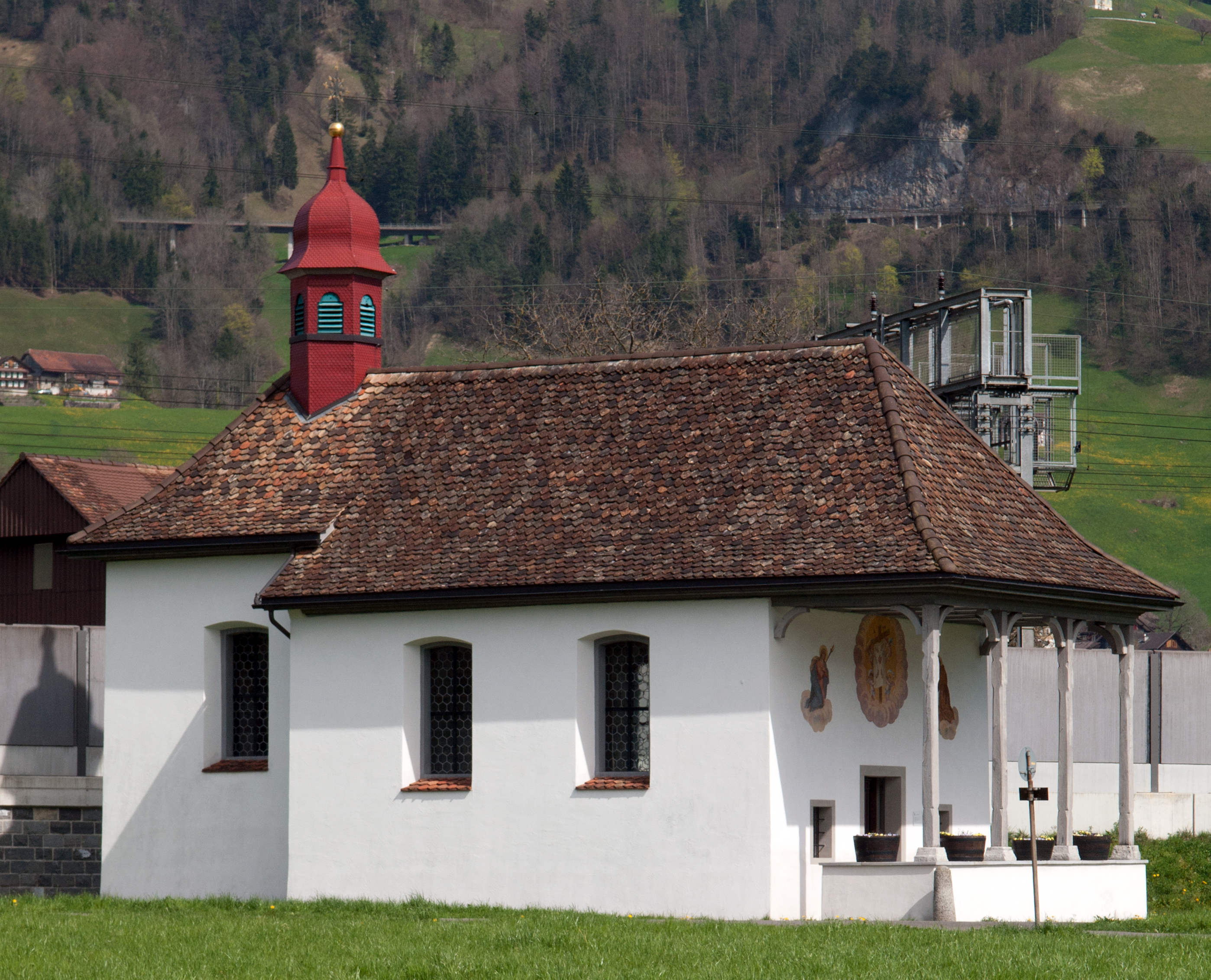
Kapelle zum Grossen Herrgott
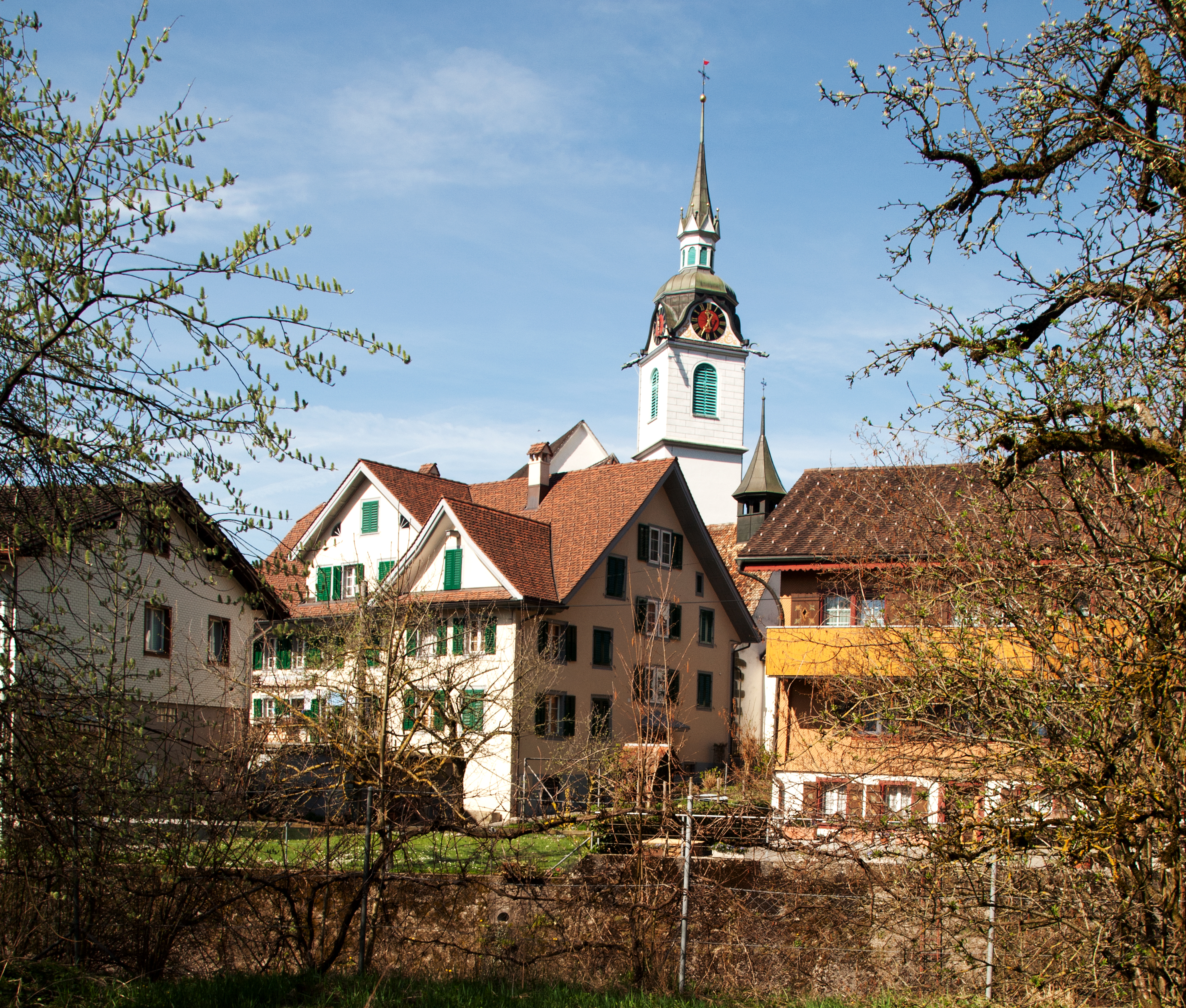
Pfarrkirche St. Jakob im Dorfkern von Steinen

### Steiner Aufstand
Im Herbst 1942 ereignete sich in Steinen nach einem Aufruhr in Zusammenhang mit dem Vorgehen gegen einen Schwarzhändler ein Ordnungsdiensteinsatz der Schweizer Armee.

## Wappen
Der schwarze Adler sitzt auf einem roten Baumstrunk mit sechs grünen Blättern, auf silbernem Grund. Das Wappen entspricht dem Familienwappen des alten Geschlechtes der Stauffacher. Am 22. April 1946 beschloss die Gemeindeversammlung, die grossen Verdienste des Geschlechts der Stauffacher rund um die Gründung der Eidgenossenschaft zu würdigen und das geschichtlich beglaubigte Wappen der im 16. Jahrhundert ausgestorbenen Stauffacher von Steinen als offizielles Gemeindewappen zu wählen.

## Wirtschaft
In Steinen ist das Kleingewerbe, die Landwirtschaft und das Gastgewerbe weit verbreitet. Zwischen dem Lauerzersee und der Eisenbahnstrecke, die ein Bestandteil der Gotthardbahn ist, liegt die Industriezone Frauholz, in der sich unter anderem seit 1960 die Kunststofffabrik styro ag (ehemals Spichtig & Co bzw. Spichtig AG) befindet.
Nordwestlich des Bahnhofs betreiben die SBB ein Unterwerk, das Bahnstrom vom Etzelwerk importiert.
An der Gotthardbahn befindet sich ein kleiner Bahnhof, der wie viele Stationen automatisiert wurde.

### Marktplatz
Steinen kam als Marktplatz durch die Lage an der «Transitachse» regionale Bedeutung zu. Um 1416 wurde erstmals der Viehmarkt am St. Mauritius-Tag (22. September) erwähnt. Ausserdem fand in Steinen regelmässig ein Pferdemarkt statt (die genauen Intervalle sind nicht belegt). Erstmals im Jahre 1572 erwähnte man die Obermühle zu Steinen. Erst viel später, nämlich um 1715 ist auch von einer Untermühle die Rede, sie dürfte aber älteren Datums sein. Als Durchgangsort hatte Steinen von Anbeginn bis ins 19. Jahrhundert einige Bedeutung. Der Bau der Schlagstrasse in den Jahren 1859–1864, welche Schwyz direkt mit dem über Steinen gelegenen Sattel verband, schnitt Steinen dann vom Verkehrsstrom zwischen dem Zürichseegebiet und Schwyz ab. Auch der Bau der Gotthardbahn um 1882 und die damit verbundenen wirtschaftlichen Impulsen bewogen viele Bewohner von Steinen zwischen 1880 und 1930 zum Auswandern. Arbeit boten damals die am oberen Laufe der Steiner Aa gelegenen Hammerschmieden, die vom 18. bis ins frühe 20. Jahrhundert neben der Landwirtschaft von einiger Bedeutung waren. Vom späten 19. Jahrhundert an erlangten die beiden Mühlen als Arbeitgeber ein grösseres Gewicht, wobei die Obermühle ab 1893 das Dorf darüber hinaus mit Elektrizität versorgte. Erst 1912 erfolgte der Anschluss an das zentrale Stromnetz des Bezirks Schwyz.
Das bekannteste Erzeugnis aus Steinen, auch über die Landesgrenzen hinaus, ist der Steiner Kirsch. Aufgrund des Wandels in der Landwirtschaft sind viele Obstbäume allerdings verschwunden, so dass der Steiner Kirsch eine Rarität werden könnte.
Steinen war Standort eines eidgenössischen Zeughausbetriebs (Zweigstelle des Zeughauses Seewen) und beherbergt eine im Jahre 1993 neu erbaute Mittelpunktschule (MPS Steinen).

## Brauchtum
Wie jedes Dorf in der Innerschweiz hat auch Steinen lokale Bräuche und Festivitäten. Im speziellen Fall von Steinen sind zwei Anlässe über die Gemeinde- und Kantonsgrenzen hinaus bekannt.

### Fasnacht
Steinen kennt keinen eigentlichen Schmutzigen Donnerstag der wie in z. B. in Luzern als Auftakt zu den närrischen Tägen gilt. Dafür (oder gerade deswegen) herrscht an den anderen Fasnachtstagen Hochstimmung (1. Fasnachtstag, Güdelmontag, Güdeldienstag). Am Abend des Güdeldienstag bildet das «Underemache» um 19.30 Uhr den traditionellen einen Höhepunkt. Der Narrenvater besteigt auf dem Dorfplatz inmitten aller Maschgeraden und in Begleitung der «Steiner Räbe» eine kleine Bühne und lässt in einem Gsätzli (Reimvers) im Wechsel mit den musikalischen Begleitklängen Behörden, Klerus, die Akteure der Fasnacht (Maschgeraden), jung und alt hochleben. Talibasch und Välädi vergraben zum abschliessenden Narrentanz den Schellen-Under (eine Jasskarte) im Dorfplatz (früher wurde tatsächlich ein kleines Loch ausgehoben als der Platz noch bekiest war, seit der Asphaltierung in den 60er Jahren wird der Schellenunder in einem «blinden» Kanalisationsschacht begraben) und damit symbolisch die Fasnacht.
Die Rott der Steiner Nüssler, die erstmals im Jahre 1861 erwähnt wird, und deren Hauptfigur neben Domino, Bajazzo, Alter Herr, Hudi und Zigeuner der Blätz ist, wird vom Talibasch und Välädi angeführt. Beide tragen das eine Blätzkleid und traditionelle Holzmasken: Der Talibasch eine mit hängender roter Zunge, Filzkappe und einem Gurt mit mehreren grossen Rollen, der Välädi eine ohne mit einem offenen Mund, dazu einen blechernen Söldnerhut und einen Gurt mit einer Treichel. Nach mehr als 90 Jahren in der Obhut des Schweizerischen Landesmuseums, wohin der Kirchenmaler Joseph Schilter die Original-Masken Talibasch und Välädi 1921 verkauft hatte, nachdem er sie vor der Verbrennung durch einen Steiner Tischmacher gerettet hatte, kehrten sie im November 2013 nach Steinen zurück und können seit März 2015 im Foyer der Gemeindeverwaltung besichtigt werden. An den Fasnachtstagen zieht die Rott durch Gassen des Dorfes und verteilt Esswaren (Orangen und Süssigkeiten) an das Volk. Die Maschgraden führen nach dem Rhythmus der Trommeln den Narrentanz auf, auch Nüsseln genannt.

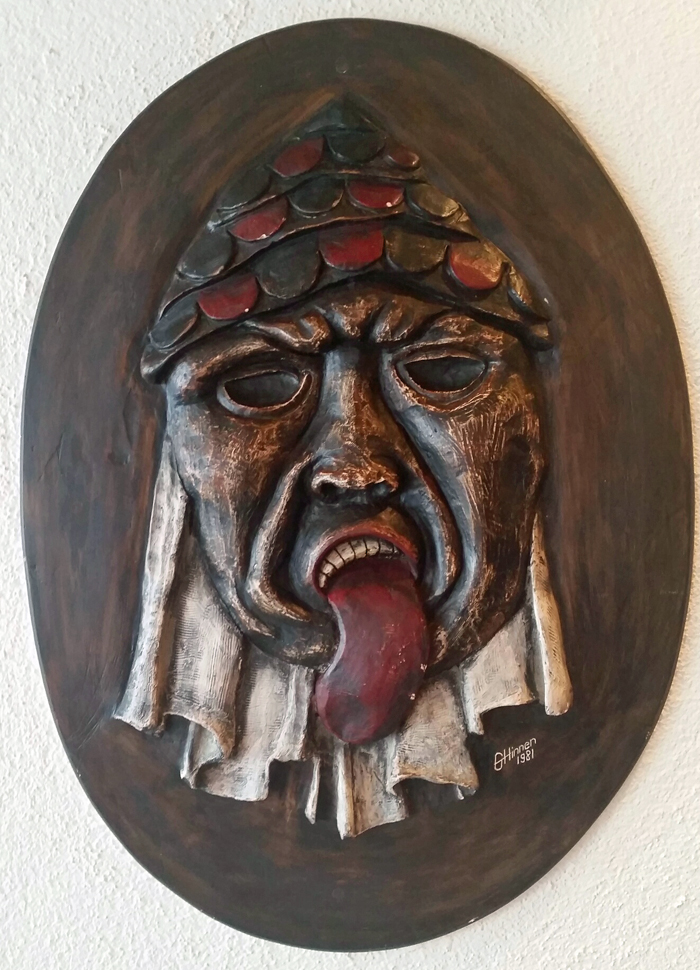
Maske des Talibasch (Gipsabguss)
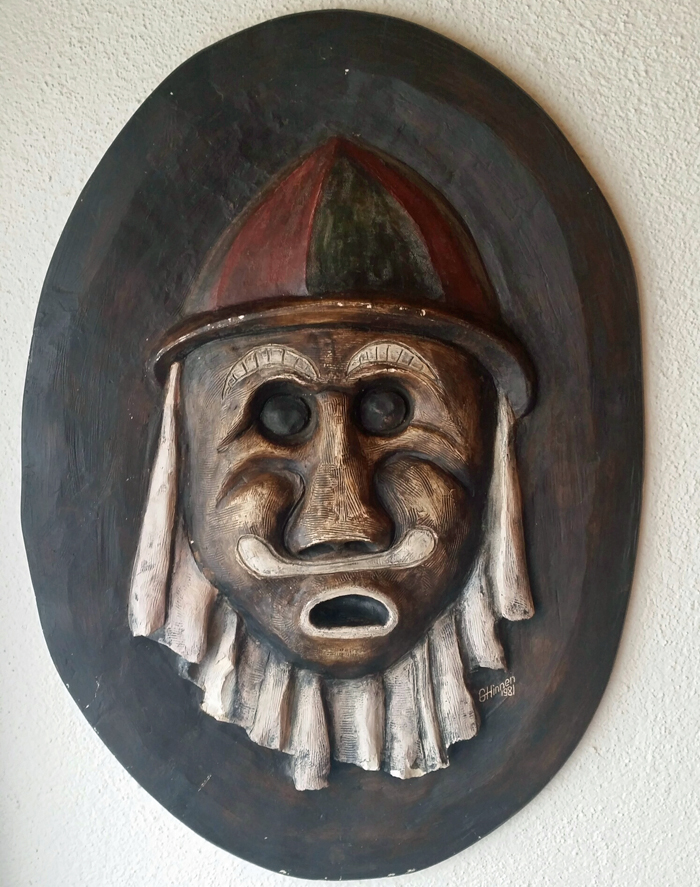
Maske des Välädi (Gipsabguss)
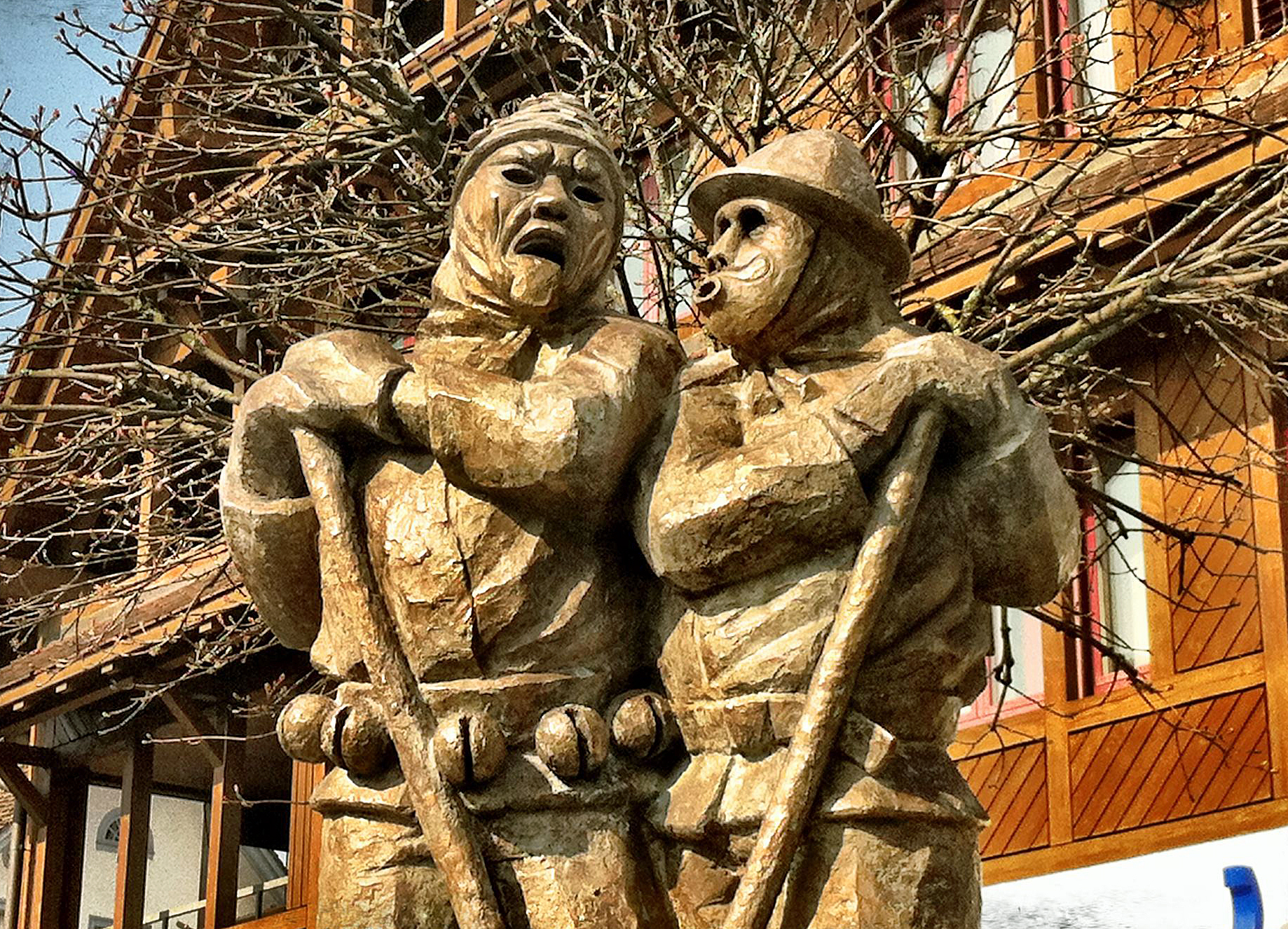
Talibsch und Välädi, Bronzeskulptur von Martin Schibig

### Chilbi
Dieser Brauch geht auf die Kirche zurück: Chilbi heisst Kirchweih. In Steinen ist diese das Fest des Kirchenpatrons St. Jakob. Es findet immer am fünften Sonntag nach dem 1. September, damit meist am ersten Sonntag im Oktober, statt und dauert jeweils drei Tage, von Samstag bis Montag. Bis zum Ersten Weltkrieg war die Chilbi mit einem Vieh- und Warenmarkt verbunden, dem «Steiner Märcht». Dieser hat eine alte Geschichte: Schon 1501 erwähnt das Landbuch von Schwyz, auf dem Hofmattli nahe der Steineraa-Brücke werde «allda auf St. Mauriti Tag ein grosser Jahrmarkt, sonderlich von Pferden», gehalten. Der Tag von St. Mauritius ist der 22. September.
Jost Ribary sen. sorgte mit seinem Schottisch «Steiner Chilbi» ab 1934 dafür, dass die Chilbi bis über die Landesgrenzen hinaus bekannt wurde. Diesem Umstand wird heute mit einer Talent-Suche in den verschiedenen Restaurants am Chilbi-Samstag Rechnung getragen.

## Bevölkerung

### Altersverteilung
- 0 – 19 Jahre: 26,2 %
- 20 – 64 Jahre: 60,7 %
- 65 und älter: 13,1 %

(Stand 2010)

## Persönlichkeiten
- Josef Rickenbacher (1925–2004), Bildhauer
- Josef Steiner (1932–2003), Grossmeister im Fernschach